# Силовая станция фабрики «Красное знамя»

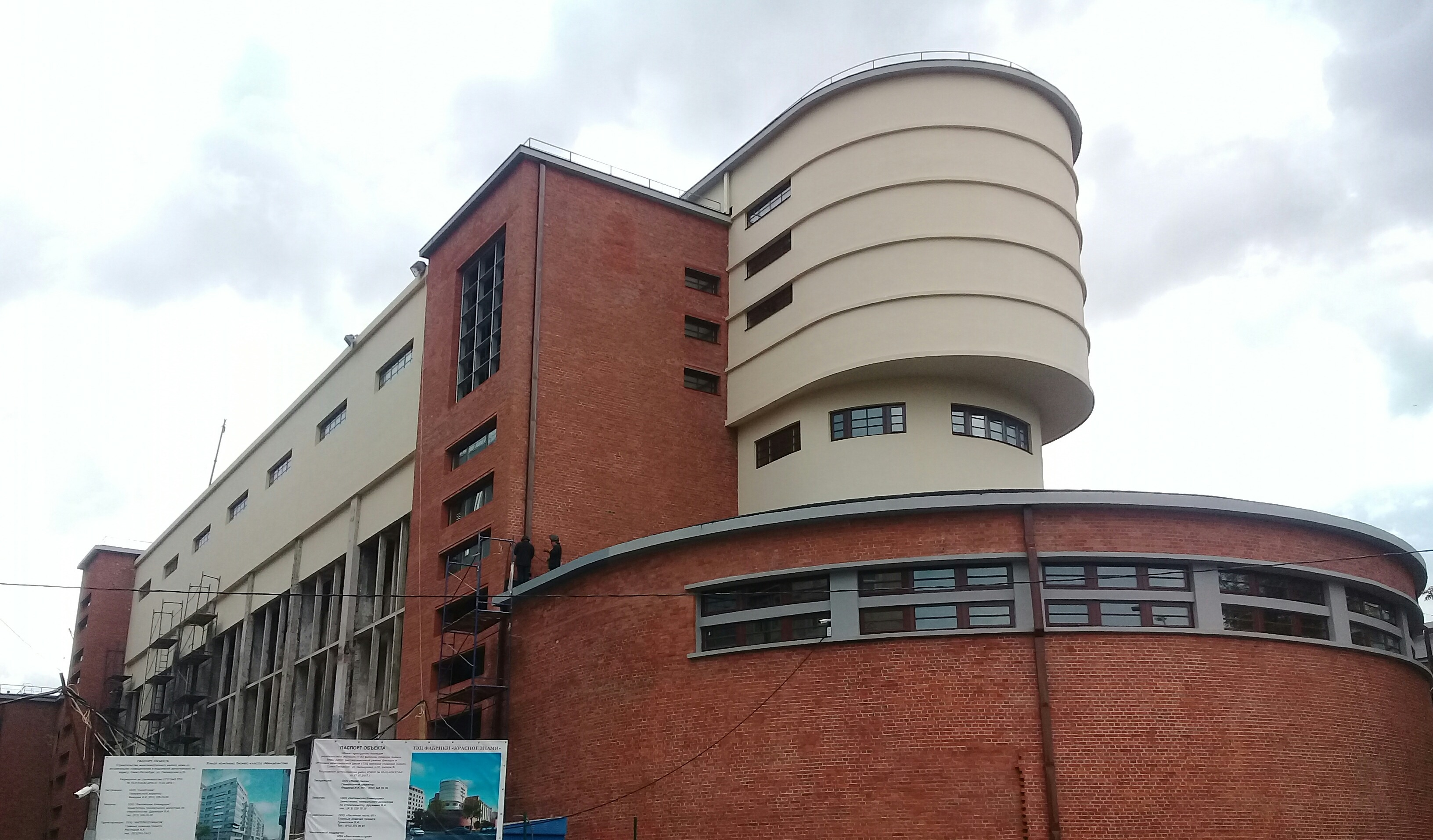
Современный вид здания после реставрации

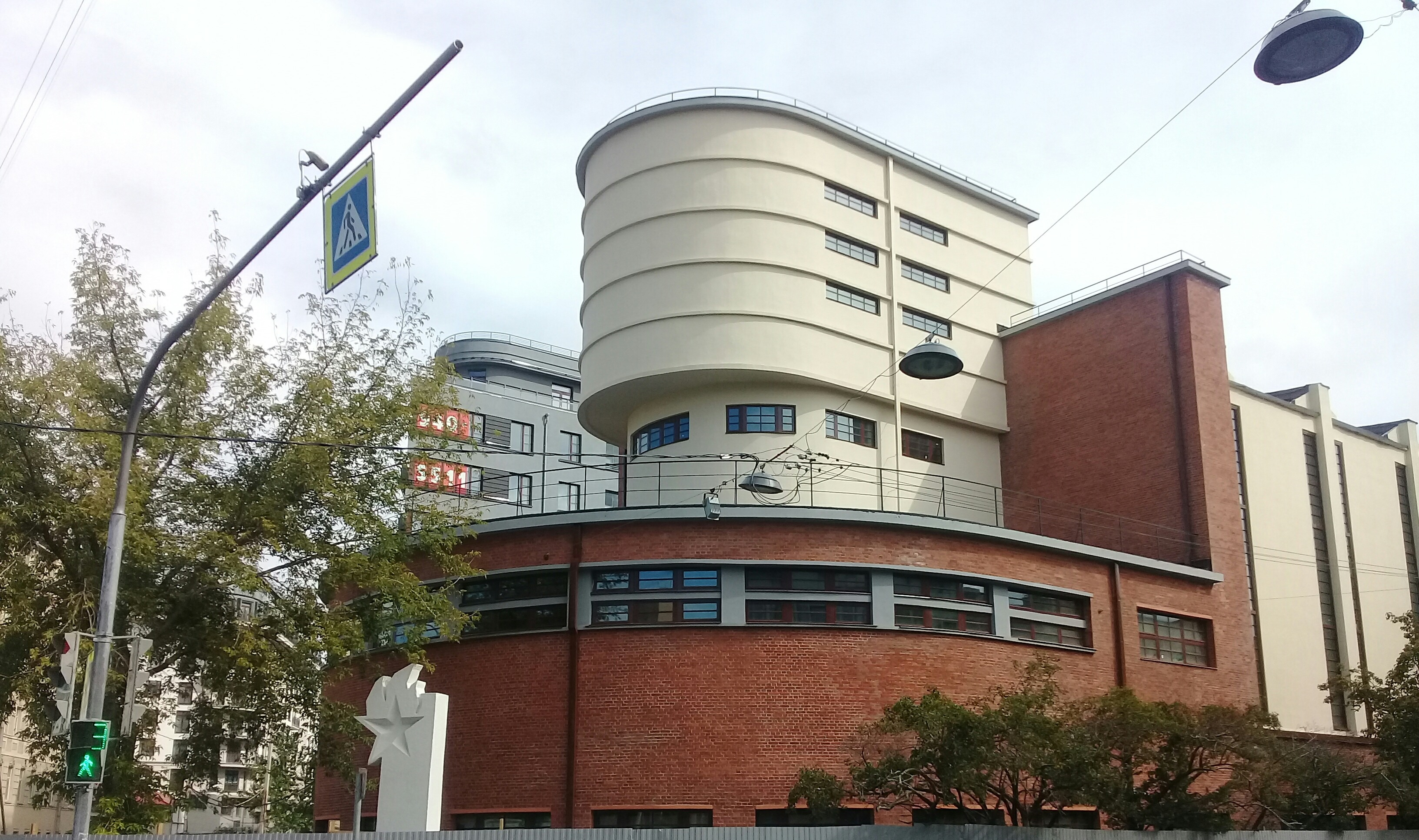
Современный вид здания после реставрации

Силовая станция фабрики «Красное знамя» — памятник архитектуры, здание, входившее в состав ныне не существующей трикотажной фабрики «Красное знамя». Расположен в Санкт-Петербурге, современный адрес дома — Пионерская улица, 53 литера Ф (фактически дом 57) / Корпусная улица, 3Б.
Проект нового комплекса фабрики был заказан немецкому архитектору Эриху Мендельсону Ленинградским трестом текстильного производства в 1925 году. Один из вариантов утвердили весной 1926 года, тогда же началось строительство, которое шло в две очереди — в 1926—1929 и 1934—1937 годах.
Комплекс занимает квартал, на углу которого стоит силовая станция с нависающим закруглённым объёмом водонапорной башни. Она экспрессивна, вносит в ансамбль динамизм (по выражению самого архитектора, это «корабль, который тянет за собой всё производство»). Это здание осталось единственным, точно передающим авторский проект, было построено в 1926—1928 годах. Во внешнем виде башни сочетаются железобетон, клинкерный кирпич и стекло; вдоль Пионерской улицы идёт прямоугольный блок в краснокирпичном обрамлении, в котором железобетонные рамы перемежаются с узкими вертикальными прорезями. На противоположной стороне между стойками располагаются витражи. Проёмы различаются в зависимости от технологических особенностей отделений. В глухой торец прямоугольного объёма врезаны три яруса пластичных закруглённых форм, верхняя часть нависает, её глухой массив охвачен будто сдерживающими здание обрусами, окна нижнего краснокирпичного яруса разделены тонкими столбиками.
Реализованный проект был сильно упрощён при доработке С. О. Овсянниковым и И. А. Претро, вследствие чего Мендельсон отказался от авторства. У комплекса должна была быть высокая прямоугольная башня заводоуправления, над тремя дворовыми цехами должны были существовать надстройки, трапециевидные в сечении вентиляционные шахты. С трёх сторон квартала должны были стоять производственные корпуса по четыре этажа каждый с каркасом из железобетона, облицовкой кирпичом и идущим горизонтальными полосами остеклением. Из всех корпусов по данному проекту возвели только главный трикотажный цех.
В комплексе также находилась дымовая труба постройки 1989 года высотой 75 метров, в 2013 году её расписывали граффити в стиле Эшера, в 2015 году трубу снесли.
В 2006 году существовал план разместить к 2012 году на территории комплекса жилые помещения, общественно-деловые и культурно-развлекательные центры: так, в частности, планировалось разместить музей современного искусства в здании силовой подстанции, но этот проект не состоялся. В 2014 году участок был выставлен на продажу, к 2015 году для постройки жилого дома была выкуплена четверть участка рядом с ТЭЦ, силовую подстанцию приспособили под торговый центр, а новый дом построили, как утверждалось, в соответствующем памятнику архитектуры конструктивистском стиле. На месте одного из неохраняемых корпусов фабрики в том же году был построен яйцеподобный бизнес-центр, с конца 2010-х годов прочая территория осваивается под строительство новых жилых зданий, исторические корпуса приспосабливаются под лофты.
В 2009 году обсуждалось исключение из списка выявленных памятников архитектуры производственного здания и трёх мастерских фабрики «Красное знамя». В 2017 году эксперты дискутировали о сохранности здания ТЭЦ. В апреле 2021 года было инициировано обсуждение снятия охранного статуса с чулочно-красильного цеха и юго-западной части Главного трикотажного цеха, в августе эти здания были лишены статуса, в феврале 2023 года была анонсирована постройка на их месте жилого дома в целом в стиле облика цеха-памятника.